# باشق ياباني
البَاشِقُ اليابانيّ هو طائرٌ جارح ينتمي لفصيلة البازيَّات التي تضُمُّ أيضًا أنواعٌ عدَّة من الجوارح النهاريَّة الأُخرى، مثل العُقبان والسقَّاوات والمُرزات (الهار). تُفرخُ هذه الطيور في الصين، واليابان، وشبه الجزيرة الكوريَّة، وسيبيريا؛ وهي تشتو في إندونيسيا والفلپين، وتعبر باقي جنوب شرق آسيا. موئلها الطبيعي الرئيسيّ هو الأحراج المكشوفة.
يتراوح طول هذه الطيور بين 23 و30 سنتيمترًا، والأثنثى أعظم قدًا من الذكر. القسمُ السُفلي من أجنحة الذكر مُقلَّم بشرائط عريضة قاتمة، والقسم السُفلي من سائر جسده مُخطط بخطوطٍ باهتة، أمَّا القسم العلوي فرماديٌّ داكن، والعينان حمراوان. وبالنسبة للأنثى، فإنَّ عيناها صفراوان، والقسم السُفلي من جسدها مُقلَّم بشرائط داكنة. للفراخ اليافعة ريشٌ بُنيٌّ على القسم العلوي من الجسد، وتقليمات مُتعددة على الصدر.
تقتاتُ هذه البواشق على الطيور الصغيرة التي تلتقطها خلال طيرانها.